# Episodi di Visitors
La prima ed unica stagione  della serie televisiva Visitors, composta da diciannove episodi, è andata in onda negli Stati Uniti sull'emittente televisiva NBC dal 26 ottobre 1984 al 22 marzo 1985.
In Italia è andata in onda sull'emittente televisiva Canale 5 dal 15 gennaio al 12 marzo 1986.
| nº | Titolo originale     | Titolo italiano             | Prima TV USA     | Prima TV Italia            |
| -- | -------------------- | --------------------------- | ---------------- | -------------------------- |
| 1  | Liberation day       | Il giorno della liberazione | 26 ottobre 1984  | 15 gennaio 1986            |
| 2  | Dreadnought          | Gli impavidi                | 2 novembre 1984  | 15 gennaio 1986            |
| 3  | Breakout             | Fuga per la vita            | 24 maggio 1985   | 1996 (VHS) 6 febbraio 2008 |
| 4  | The deception        | Il messaggio                | 9 novembre 1984  | 22 gennaio 1986            |
| 5  | The sanction         | Padri e figli               | 16 novembre 1984 | 22 gennaio 1986            |
| 6  | Visitor's choice     | La fabbrica                 | 23 novembre 1984 | 29 gennaio 1986            |
| 7  | The overlord         | Pericolose alleanze         | 30 novembre 1984 | 29 gennaio 1986            |
| 8  | The dissident        | Il dissidente               | 14 dicembre 1984 | 5 febbraio 1986            |
| 9  | Reflection in terror | Sorelle                     | 21 dicembre 1984 | 5 febbraio 1986            |
| 10 | The conversion       | Il signore della guerra     | 4 gennaio 1985   | 12 febbraio 1986           |
| 11 | The hero             | Infiltrazione               | 11 gennaio 1985  | 12 febbraio 1986           |
| 12 | The betrayal         | Tradimento                  | 18 gennaio 1985  | 19 febbraio 1986           |
| 13 | The rescue           | Matrimonio fatale           | 1º febbraio 1985 | 19 febbraio 1986           |
| 14 | The champion         | Il campione                 | 8 febbraio 1985  | 26 febbraio 1986           |
| 15 | The wildcats         | Giustizia è fatta           | 15 febbraio 1985 | 26 febbraio 1986           |
| 16 | The littlest dragon  | Eroi a confronto            | 22 febbraio 1985 | 5 marzo 1986               |
| 17 | War of illusion      | Guerra totale               | 8 marzo 1985     | 5 marzo 1986               |
| 18 | Secret underground   | Nel cuore del vulcano       | 15 marzo 1985    | 12 marzo 1986              |
| 19 | The return           | Pace in terra               | 22 marzo 1985    | 12 marzo 1986              |
| 20 | The attack           |                             | mai realizzato   | mai realizzato             |

## Il giorno della liberazione
- Titolo originale: Liberation Day
- Diretto da: Paul Krasny
- Scritto da: Paul Krasny

### Trama
Diana, la perfida aliena responsabile di terribili atrocità contro la razza umana, viene catturata da Mike Donovan. Durante il tragitto verso il tribunale, Diana viene rapita per conto del magnate Nathan Bates che vuole appropriarsi delle avanzate conoscenze scientifiche e tecnologiche dei Visitatori. Intanto Elizabeth, la "figlia dello spazio" nata dall'unione fra Robin Maxwell e l'alieno Brian, subisce una sorprendente metamorfosi.

## Gli impavidi
- Titolo originale: Dreadnought
- Diretto da: Paul Krasny
- Scritto da: Steven E. de Souza

### Trama
Los Angeles è ormai una città aperta dove Visitatori e Terrestri convivono in pace, ma Diana non si dà per vinta ed è intenzionata a utilizzare il Triax, un'arma micidiale che utilizza l'antimateria come energia distruttrice, per assicurare una vittoria definitiva al suo popolo. Donovan mette a punto un piano per evitare che la nave madre degli alieni cada nuovamente in mano a Diana, mentre Elizabeth emerge dalla sua metamorfosi, trasformata in una ragazza adolescente.

## Fuga per la vita
- Titolo originale: Breakout
- Diretto da: Ray Austin
- Scritto da: David Braff

### Trama
Diana scopre che Kyle Bates è prigioniero in un campo di lavoro ed offre a suo padre la libertà del figlio in cambio di Elizabeth, la "figlia dello spazio". Nathan Bates inizia una disperata ricerca della ragazza ed intanto Donovan e Ham, prigionieri nello stesso campo di lavoro di Kyle, escogitano un piano per evadere, eludendo la sorveglianza di un orrendo mostro alieno.
- Nota: questo episodio venne censurato negli Stati Uniti all'epoca della prima trasmissione e venne trasmesso per la prima volta il 24 maggio 1985, dopo la fine della serie. In Italia, non venne trasmesso in televisione e fu visibile al pubblico italiano solo nel 1996 quando uscì in VHS. Il 6 febbraio 2008 è stato trasmesso per la prima volta in Italia dall'emittente televisiva Jimmy in versione originale con i sottotitoli in italiano.

## Il messaggio
- Titolo originale: The Deception
- Diretto da: Victor Lobl
- Scritto da: Paul Monash

### Trama
Elizabeth non è più al sicuro a Los Angeles, perciò Julie e gli altri membri del fronte di resistenza organizzano la sua fuga verso New York. Il luogo e il giorno previsti per la partenza della "figlia dello spazio" sono indicati in un messaggio in codice, ma Diana riesce a catturare Mike Donovan e, con un elaborato trucco, gli estorce l'informazione.
- Nota: poiché l'episodio precedente non venne trasmesso fino a dopo la fine della serie, in questo quarto episodio furono necessarie alcune modifiche. Ad esempio, Donovan e Ham incontrano il figlio di Bates, Kyle, e si ripresentano nuovamente come se non si fossero mai visti prima, cosa che invece era accaduta nell'episodio precedente.

## Padri e figli
- Titolo originale: The Sanction
- Diretto da: Bruce Seth Green
- Scritto da: Brian Taggert

### Trama
Per sottrarre suo figlio Sean dalle mani dei Visitatori, Mike Donovan deve misurarsi con Klaus, un mostruoso e potentissimo alieno. Intanto la relazione fra Elizabeth e Kyle, il figlio di Nathan Bates, si fa sempre più profonda e Robin riesce a rintracciare la sede della Resistenza, dove spera di poter riabbracciare sua figlia.

## La fabbrica
- Titolo originale: Visitor's Choice
- Diretto da: Gilbert Shilton
- Scritto da: David Braff

### Trama
Nathan Bates, spaventato dai molti successi della Resistenza contro i Visitatori, decide di imporre un coprifuoco a Los Angeles. Chiunque sarà sorpreso in strada in orari proibiti verrà giustiziato. Nel frattempo giunge sulla Terra l'aliena Mary Kruger per presentare un innovativo metodo di conservazione a lunga scadenza degli esseri umani destinati al consumo alimentare.

## Pericolose alleanze
- Titolo originale: The Overlord
- Diretto da: Bruce Seth Green
- Scritto da: David Abramowitz

### Trama
Nella cittadina di Rawlinsville, ancora contaminata dalla polvere rossa e in mano a una banda di delinquenti, una giovane donna chiede l'intervento della Resistenza. Intanto Nathan Bates teme che un dipendente delle Frontiere della Scienza faccia parte della Resistenza di Los Angeles, ma non sa su chi appuntare i propri sospetti.

## Il dissidente
- Titolo originale: The Dissident
- Diretto da: Walter Grauman
- Scritto da: Paul F.Edwards

### Trama
Diana isola Los Angeles con un impenetrabile campo di forza, intenzionata a mettere in atto il suo piano per distruggere la città aperta. Donovan e Ham si incaricano di rapire il genio alieno che ha concepito la terribile arma che Diana è pronta a utilizzare e per far questo si recano sull'astronave madre. L'inventore del campo di forza è un anziano Visitatore pacifista che si oppone alla crudele politica di Diana.

## Sorelle
- Titolo originale: Reflections in terror
- Diretto da: Kevin Hooks
- Scritto da: Chris Manheim

### Trama
Con un sotterfugio, Diana si procura un campione di sangue di Elizabeth, la "figlia dello spazio". Il suo piano è quello di creare un clone della ragazza per studiarne la resistenza alla polvere rossa, ma il difficile esperimento le sfugge di mano e la sosia, riuscita ad evadere, semina il panico nella città, che si sta preparando a festeggiare il Natale. Nel frattempo, Nathan Bates riesce a smascherare il doppio gioco di Julie.

## Il signore della guerra
- Titolo originale: The conversion
- Diretto da: Gilbert Shilton
- Scritto da: Brian Taggert

### Trama
Ham e Kyle vengono catturati dai Visitatori durante un agguato, mentre Diana viene rimossa dal suo incarico e il suo posto viene occupato dal carismatico Charles, appena giunto sulla Terra su ordine del Capo Supremo. Grazie ad una perfezionata tecnica di "conversione", Charles inculca in Ham l'impulso di uccidere Donovan. L’uccisione dovrà avvenire durante uno scambio di prigionieri, in cui però rimane gravemente ferito Nathan Bates.

## Infiltrazione
- Titolo originale: The hero
- Diretto da: Kevin Hooks
- Scritto da: Carleton Eastlake

### Trama
Spacciandosi per membri della Resistenza, alcuni Visitatori mettono in atto un attentato alle Frontiere della Scienza. Il loro scopo è quello di gettare discredito sulla Resistenza, mettendola in cattiva luce di fronte all'opinione pubblica. Robin viene coinvolta in un arresto di massa operato dai Visitatori che chiedono la resa dei capi della Resistenza.

## Tradimento
- Titolo originale: The betrayal
- Diretto da: Gilbert Shilton
- Scritto da: Marc Rosner

### Trama
Willie è gravemente ferito, ma nessun medico umano è in grado di curarlo. Donovan e Ham rapiscono perciò un dottore alieno, simpatizzante dei ribelli, il quale rivela loro che i Visitatori stanno contrabbandando armi nella città. Kyle sospetta che il Nathan Bates che compare in televisione non sia realmente suo padre.

## Matrimonio fatale
- Titolo originale: The rescue
- Diretto da: Kevin Hooks
- Scritto da: Garner Simmons

### Trama
La presenza di Diana costituisce per l'ambizioso Charles una limitazione al suo potere assoluto. Per liberarsi della donna in modo perfettamente legale, il capo dei Visitatori la costringe a sposarlo. Secondo le tradizioni aliene, infatti, Diana dovrà fare ritorno al suo pianeta d'origine per partorire ed allevare il figlio nato dalla loro unione. Intanto, la lotta dei ribelli continua.

## Il campione
- Titolo originale: The champion
- Diretto da: Cliff Bole
- Scritto da: Paul F. Edwards

### Trama
Lydia viene processata per l'omicidio di Charles e condannata a morte, ma la sentenza viene sospesa in seguito all'arrivo sulla Terra dell'Ispettore Philip, inviato dal Capo Supremo per fare maggiore chiarezza sull'avvenimento. Intanto, Donovan e Kyle giungono in un'apatica cittadina sottomessa ai Visitatori, dove si fermano per aiutare una vedova e sua figlia ad organizzare una cellula di Resistenza.
- Nota: per attirare l'attenzione sulle modifiche apportate a partire da questo episodio, la serie si presenta con una nuova sigla, accompagnata da un commento fuori campo. Sparisce, inoltre, il bollettino informativo della "Voce della libertà".

## Giustizia è fatta
- Titolo originale: The wildcats
- Diretto da: John Florea
- Scritto da: David Braff

### Trama
Julie deve procurarsi i farmaci necessari ad arginare un'epidemia di difterite, ma le medicine sono in mano ai Visitatori. Kyle chiede soccorso ai Gatti Selvaggi, un gruppo di giovani animati dall'odio per le "lucertole". Sulla nave madre, Diana e Lydia devono allearsi per trovare un capro espiatorio per l'assassinio di Charles.

## Eroi a confronto
- Titolo originale: The Littlest Dragon
- Diretto da: Cliff Bole
- Scritto da: David Abramowitz

### Trama
Philip è deciso ad eliminare Mike Donovan per vendicare la morte di Martin, suo fratello gemello. Tramite un infiltrato riesce a scovare i membri della Resistenza, ma ignora che la vera responsabile dell'assassinio di suo fratello è Diana. Per evitare che Philip scopra la verità, Diana si allea con la perfida Angela e le ordina di ucciderlo.

## Guerra totale
- Titolo originale: War of illusions
- Diretto da: Earl Bellamy
- Scritto da: John Simmons

### Trama
Philip e Diana mettono a punto un computer capace di sferrare l'attacco definitivo al pianeta Terra. La sola speranza della Resistenza è riposta in un adolescente esperto in informatica. Il giovane, però, accetta di intervenire solo a patto che Donovan liberi suo padre dalle mani dei Visitatori.

## Nel cuore del vulcano
- Titolo originale: Secret underground
- Diretto da: Cliff Bole
- Scritto da: David Abramowitz e Donald R. Boyle (soggetto); David Braff e Colley Cibber (sceneggiatura)

### Trama
Julie e Donovan si introducono furtivamente a bordo dell'astronave madre dei Visitatori, alla ricerca della lista su cui sono annotati i nomi dei capi dei Ribelli. Qui Julie incontra un ricercatore di cui era innamorata ai tempi dei suoi studi di medicina. Intanto, Diana progetta di assassinare Nigel, il fratello minore di Lydia, offrendo la vita di quest'ultimo in sacrificio durante la solenne celebrazione della festa di Ramalon. Lydia si allea con Philip per tentare di salvare la vita di suo fratello.

## Pace in terra
- Titolo originale: The return
- Diretto da: John Florea
- Scritto da: David Braff e Colley Cibber (soggetto); David Abramowitz e Don Boyle (sceneggiatura)

### Trama
I Visitatori ricevono l'ordine di cessare ogni ostilità contro i Terrestri. La disposizione giunge direttamente dal Capo Supremo che sta arrivando sulla Terra per suggellare una pace duratura sposando Elizabeth. I capi della Resistenza sono scettici, ma accettano di accompagnare la "figlia dello spazio" sull'astronave madre.

## The attack
Nota bene:  la produzione dell'episodio si interruppe a causa della cancellazione della serie.

### Trama
Il Capo Supremo dei Visitatori, che si era mostrato disposto a sancire una pace duratura con i Terrestri, si rivela invece malvagio e subdolo come tutti gli altri rettili della sua razza. Elizabeth riesce a fuggire grazie all'intervento di Kyle. La guerra tra umani e alieni riprende. Ham Tyler ritorna a collaborare con la Resistenza che, però, perde Julie Parrish, la quale muore colpita da un raggio alieno.
- Nota: questo episodio avrebbe introdotto nuovi sviluppi intorno ai quali si sarebbe snodata la seconda stagione della serie, mai realizzata. Si sarebbe scoperto che i Visitatori erano già stati sulla Terra secoli prima e che, durante quella missione, avevano smarrito un oggetto mitico, l'Anyx, una preziosa reliquia che assicura un potere assoluto a chi intende governare. Come sempre assetata di potere, Diana si sarebbe lanciata alla ricerca della reliquia, inseguita da un gruppo di Ribelli non solo sulla Terra, ma per tutto l'Universo.